# Hyalospinifera spinosa
Hyalospinifera spinosa är en ringmaskart som beskrevs av Kucheruk 1979. Hyalospinifera spinosa ingår i släktet Hyalospinifera och familjen Onuphidae. Inga underarter finns listade i Catalogue of Life.